# Officier du corps technique et administratif des Affaires maritimes

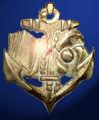
Officier du corps technique et administratif des Affaires maritimes, Blason CTAAM

Les Officiers des Affaires maritimes (Corps technique et administratif) sont le corps d'expertise et d'encadrement des services des Affaires maritimes. Outre les affectations traditionnelles en services inter-régionaux (centres régionaux opérationnels de surveillance et de sauvetage -CROSS) et centres de sécurité des navires  -CSN ), ils exercent dorénavant aussi dans les directions départementales inter-ministérielles (DDI). Ils sont statutairement officiers de carrière de la Marine nationale et sont régis par un décret de septembre 2008.
Le corps des officiers du corps technique et administratif des affaires maritimes est depuis 2013 placé en extinction, c'est-à-dire qu'il n'est plus procédé à de nouveaux recrutements dans ce corps. Les actuels officiers doivent, d'ici à 2016, intégrer le corps des administrateurs des Affaires maritimes. 

## Les grades des Officiers des Affaires maritimes
Officiers généraux - Quel que soit le nombre d’étoiles, l’appellation est « Amiral » (ou « Monsieur l'officier général »).
 Officier général de 1re classe des affaires maritimes (abréviation: OG1).
 Officier général de 2e classe des affaires maritimes (OG2). 
Officiers supérieurs - Pour les officiers supérieurs, l'appellation est « Commandant » (ou « Monsieur l'officier en chef » ou « Monsieur l'officier principal » selon le grade détenu). 
 Officier en chef de 1re classe des affaires maritimes (OC1).
 Officier en chef de 2e classe des affaires maritimes (OC2).
 Officier principal des affaires maritimes (OP).
Officiers subalternes
 Officier de 1re classe des affaires maritimes (O1). L'appellation est « Capitaine » (ou « Monsieur l'officier»)
 Officier de 2e classe des affaires maritimes (O2). L'appellation est « Lieutenant » (ou « Monsieur l'officier»)
 Officier de 3e classe des affaires maritimes (O3). L'appellation est « Lieutenant » (ou « Monsieur l'officier»)
 Élève-Officier des affaires maritimes (ASP). 

## Qui sont-ils?
Ils sont formés à l'École des officiers des Affaires maritimes, située au sein de l'École nationale supérieure maritime de Nantes. Leur formation alterne enseignement théorique et stages pratiques embarqués à bord de navires de commerces, de pêche, et de plaisance, dans des chantiers navals, ainsi que dans différents services publics et en entreprise pendant deux ans. Elle inclut également une formation militaire au sein de l'École Navale. La formation des élèves débouche sur un Master 2 « Droit et Sécurité des Activités Maritimes et Océaniques » (niveau Bac +5)
Les Officiers des Affaires maritimes sont recrutés par voie de concours, principalement parmi les marins de la Marine Marchande ou de la Marine nationale, mais également dans le milieu universitaire; La voie de concours interne est également ouverte aux fonctionnaires, sous conditions. La multiplicité des sources de recrutement contribue à la richesse en expériences de ce corps d'officiers.
Les postes occupés par ces officiers sont du niveau de la catégorie A de la fonction publique civile. Gérés par le ministère chargé de la mer, ils sont en position normale d'activité dans leurs affectations. Toutefois, depuis la réforme des services en 2010, les officiers des Directions départementales des territoires et de la mer peuvent être placés en position de détachement sur des postes fonctionnels de direction. Dans ce cas, ils embrassent le statut correspondant au poste le temps de leur affectation.

## Fonction des Officiers des Affaires maritimes
Les Officiers des Affaires maritimes exercent aujourd'hui essentiellement les missions à dominante technique des Affaires maritimes, telles que la coordination du sauvetage en mer, la surveillance du trafic maritime, les inspections des navires en matière de sécurité, de sûreté et de prévention des pollutions. Ils ont néanmoins une vision générale des problématiques maritimes : la pêche, les transports maritimes commerciaux, et la navigation de plaisance doivent en effet être compris et administrés tant en matière de sécurité maritime (contrôle, surveillance et sauvetage), qu'en matière de formation, d'accompagnement économique, et de protection de l'environnement et des ressources maritimes. Depuis peu, les fonctions en DDTM comprennent également la gestion du domaine public maritime et l'encadrement des capitaineries des ports de commerce.
Ils participent de ce fait à la fonction garde-côte française, essentiellement dans sa composante littorale, mais aussi au suivi de l'aménagement durable de la côte à travers l'administration des exploitations sur le domaine public maritime (aquaculture, zones de mouillages organisés, plans de balisage, conformité aux documents et schémas d'aménagement et de gestion de l'environnement, etc.). Ils exercent également la police de la pollution des eaux maritimes (surtout en DDTM).